# December 2021
Dit artikel geeft een chronologisch overzicht van de belangrijkste gebeurtenissen per dag in de maand december van het jaar 2021.

## Gebeurtenissen

### 2 december
- De 16 Duitse deelstaten bereiken in overleg met demissionair bondskanselier Angela Merkel en haar opvolger Olaf Scholz overeenstemming over het verplicht maken van een COVID-19-vaccinatie per 1 februari 2022. Het Duitse parlement moet de wet nog goedkeuren.[1]
- Zowel de voormalige Oostenrijke bondskanselier Sebastian Kurz, die in oktober aftrad vanwege een corruptieschandaal, als zijn opvolger Alexander Schallenberg stappen uit de politiek.[2]

### 4 december
- Door een ski-ongeval op de Lackenspitze bij de Oostenrijkse gemeente Tweng vallen drie doden.[3] Een van hen is de motorcrosser Rene Hofer.[4]

### 5 december
- Op het Indonesische eiland Java vallen zeker 14 doden doordat de vulkaan Semeru uitbarst.[5]
- In Yangon vallen zeker vijf doden als een militair voertuig opzettelijk inrijdt op een groep demonstranten.[6] (Lees verder)
- Bij een militaire operatie in de Indiase staat Nagaland schieten paramilitairen een groep mijnwerkers dood, nadat ze deze burgers hebben aangezien voor rebellen.[7]

### 8 december
- Olaf Scholz wordt door de Bondsdag verkozen tot Bondskanselier van Duitsland en opvolger van Angela Merkel, waarna Bondspresident Steinmeier hem officieel benoemde tot kanselier.

### 9 december
- Bij een ongeluk met een vrachtwagen vol migranten in de Mexicaanse stad Tuxtla Gutiérrez (Chiapas) vallen meer dan 50 doden. De migranten waren vermoedelijk onderweg naar de Verenigde Staten.[8][9]

### 11 december
- De Amerikaanse staten Kentucky, Illinois, Tennessee, Missouri, Arkansas en Mississippi worden getroffen door tientallen tornado's. In Kentucky vallen meer dan 100 doden. De plaats Mayfield wordt bijna geheel verwoest.[10][11]

### 12 december
- Bij een gasexplosie in de Italiaanse plaats Ravanusa (Sicilië) vallen zeker zeven doden.[12]
- De Britse premier Boris Johnson maakt bekend dat iedereen van 18 jaar en ouder nog voor het einde van het jaar een extra prik met het COVID-19-vaccin kan krijgen. Aanleiding voor het versnelde boosteren is het zich snel verspreiden van de SARS-CoV-2-omikronvariant in het VK.[13] (Lees verder)
- In de Libanese stad Tyrus vallen meerdere doden bij vuurgevechten tussen aanhangers van Hamas en Fatah.[14]
- In Istanboel demonstreren duizenden mensen tegen het economische beleid van president Erdoğan, vanwege de slechte economische situatie in het land.[15]
- Max Verstappen wint als eerste Nederlandse coureur ooit het wereldkampioenschap in de Formule 1.[16]

### 13 december
- De vier onderhandelende partijen VVD, D66, CDA en CU bereiken een akkoord over een nieuw Nederlands kabinet.[17]
- Bij een botsing tussen een Brits en een Deens vrachtschip in de Oostzee bij het Deense eiland Bornholm valt een dode. Vermoed wordt dat de twee bemanningsleden van het Britse schip dronken waren.[18]
- Op het eiland Tasmanië komen vijf kinderen om het leven door een ongeluk met een springkussen.[19]

### 17 december
- William Borland gooit in de eerste ronde op het PDC World Darts Championship een 9-darter tegen Bradley Brooks. Dit doet hij in de deciding leg van de vijfde set.[20]
- In het Verenigd Koninkrijk worden voor het afgelopen etmaal meer dan 93.000 nieuwe besmettingen met COVID-19 gemeld. Het is de derde dag op rij met een recordhoog aantal geregistreerde besmettingen sinds het begin van de pandemie. De toename is vooral te wijten aan het zich verspreiden van de omikronvariant.[21] (Lees verder)
- Bij een brand in een kantoorgebouw in de Japanse stad Osaka vallen 24 doden. Een 61-jarige man wordt ervan verdacht de brand te hebben aangestoken.[22]

### 18 december
- De Litouwse darter Darius Labanauskas gooit in de eerste ronde van het PDC World Darts Championship een 9-darter tegen de Belg Mike De Decker.[23]
- In het Verenigd Koninkrijk zijn de afgelopen week 44,4% meer besmettingen met COVID-19 gemeld dan de week ervoor. In Londen kondigt burgemeester Sadiq Khan een major incident af.[24] (Lees verder)
- In Nederland kondigt premier Rutte een nieuwe volledige lockdown af, die zal gelden tot in ieder geval 14 januari. Alleen supermarkten en andere essentiële voorzieningen blijven open. De lockdown dient vooral om de opkomst van de omikronvariant af te remmen.[25] (Lees verder)
- De Wereldgezondheidsorganisatie maakt bekend dat de omikronvariant wereldwijd nu is vastgesteld in 89 landen.[26] (Lees verder)

### 19 december
- Gabriel Boric wint de presidentsverkiezingen in Chili.[27]

### 20 december
- Het COVID-19-vaccin Novavax wordt door de Europese Commissie goedgekeurd voor gebruik binnen de Europese Unie, als vijfde vaccin tegen COVID-19.[28]

### 21 december
- Het Volksbevrijdingsfront van Tigray trekt zich terug uit de Ethiopische regio's Afar en Amhara.[29] (Lees verder)

### 22 december
- Het Nederlandse OM eist levenslang tegen vier personen die worden verdacht van betrokkenheid bij het neerhalen van vlucht MH-17. De verdachten zijn zelf niet aanwezig bij het proces.[30] (Lees verder)
- In België worden vanwege de snelle verspreiding van de omikronvariant nieuwe coronamatregelen genomen. Winkelen mag na Kerstmis nog slechts met twee personen en concertzalen en theaters moeten sluiten.[31] (Lees verder)

### 23 december
- De Chinese stad Xi'an gaat vanwege het oplopend aantal COVID-19-besmettingen voor onbepaalde tijd in een volledige  lockdown. Ook worden alle transportmogelijkheden stilgelegd en wordt de hele bevolking opnieuw getest. In de stad zijn binnen een dag 127 nieuwe besmettingen bevestigd met vooral de deltavariant.[32] (Lees verder)

### 25 december
- In Myanmar worden de verbrande lichamen gevonden van tientallen mensen, die vermoedelijk zijn gedood door het leger dat sinds de coup van februari aan de macht is. Onder de slachtoffers zijn twee medewerkers van Save the Children.[33][34]
- De James Webb-ruimtetelescoop wordt na een dag uitstel gelanceerd vanaf Frans-Guyana. De telescoop is nu onderweg naar lagrangepunt 2 en zal daar waarnemingen van het heelal verrichten, als opvolger van de ruimtetelescoop Hubble.[35]

### 28 december
- De Syrische stad Latakia wordt voor de tweede keer in korte tijd bestookt door raketten uit Israël.[36]
- In Frankrijk, Groot-Brittannië (Engeland en Wales), Griekenland en de Verenigde Staten wordt het hoogste aantal dagbesmettingen met COVID-19 sinds het begin van de pandemie gemeld (179.807, 129.471, 21.657 en 512.533).[37][38] (Lees verder), (Lees verder),  (Lees verder),  (Lees verder).
- Het RIVM maakt bekend dat de SARS-CoV-2-omikronvariant nu de dominante COVID-19-variant in Nederland is, met meer dan de helft van het aantal dagelijkse covidbesmettingen.[39] (Lees verder)
- Het Russische hooggerechtshof verbiedt de mensenrechtenorganisatie Memorial. De organisatie stond al een aantal jaar onder verscherpt toezicht.[40]

### 31 december
- Bij een gasexplosie in een appartementencomplex in de Belgische plaats Turnhout vallen vier doden.[41][42] Wikinieuws

## Overleden
<< · januari · februari · maart · april · mei · juni · juli · augustus · september · oktober · november · december · >>